# Manifesto GNU

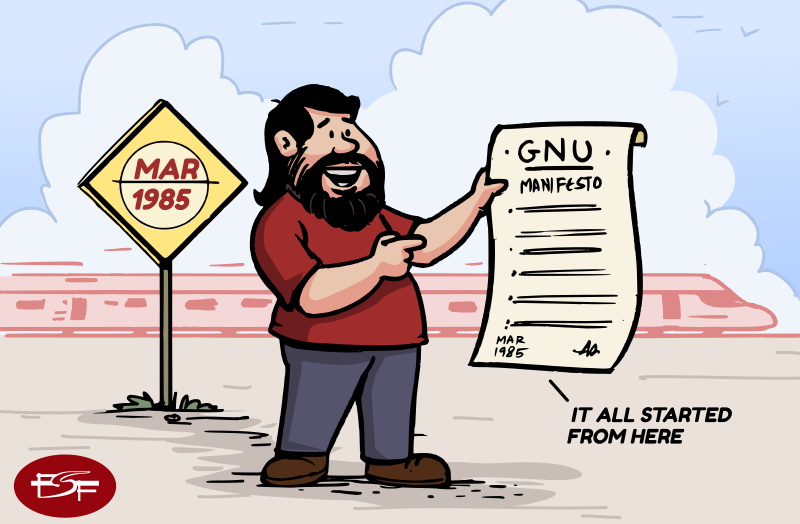
Vignetta per celebrare i 35 anni del manifesto

Il Manifesto GNU (GNU Manifesto in inglese) è stato scritto da Richard Stallman e pubblicato nel mese di marzo 1985 nel Dr. Dobb's Journal of Software Tools come una spiegazione e definizione degli obiettivi del Progetto GNU e per richiamare partecipazione e supporti. È considerato da molti nel movimento del software libero come una fonte filosofica fondamentale. Il testo completo è incluso in software GNU come Emacs ed è disponibile sul web.
A partire dal 1993, per evitare fraintendimenti e l'errata associazione di GNU con il termine "Open source", dovuti alla scelta di alcuni termini, sono state aggiunte, al testo, delle note in calce.